# Thysanura
Os tisanuros (Thysanura) é uma ordem obsoleta de artrópodes pertencentes à classe Insecta. São insetos popularmente conhecidos como traça-de-livros (no Brasil e em Portugal) ou lepisma, bicho-de-prata ou peixinho-de-prata (em Portugal). Possui aproximadamente 370 espécies. Atualmente os tisanuros pertencem à ordem Zygentoma.

## Caracterização
São insetos ápteros esbranquiçados, geralmente alongados e achatados e de tamanho pequeno a moderado, medindo no máximo 7 cm. Seu nome é derivado do grego thysanus = cerdas ou franja + ura = cauda. Possuem peças bucais do tipo mastigadoras, cada uma com dois pontos de articulação com a cabeça. Apresentam olhos compostos pequenos e muito separados ou ausentes; podem ou não apresentar ocelos. As antenas são longas e filiformes.
O corpo coberto é por escamas e cerdas. Possuem 3 apêndices de mesmo tamanho saindo do abdome (dois cercos e um apêndice caudal mediano). O abdome possui 4 segmentos, com vesículas eversíveis para a absorção de água. O tarso possui de 3 a 5 segmentos.
A reprodução dos Thysanura é assexuada[carece de fontes?] e o desenvolvimento ametabólico (sem metamorfose). Vivem em locais úmidos e alimentam-se de matéria orgânica vegetal; algumas espécies vivem junto a livros e papéis, alimentando-se destes, além de roupas, cortinas, sedas e tudo mais que contenha celulose.
Atualmente existem poucos produtos no mercado para se combater infestações de traças. A maioria deles é a base de alfazema e/ou naftalina.